# 当山全信
当山 全信（とうやま ぜんしん、1910年（明治43年） - 1945年（昭和20年）1月23日）は、日本の海軍軍人。「伊48」潜水艦長として「回天」作戦中、米駆逐艦に乗艦を撃沈され戦死した。最終階級は海軍中佐。

## 生涯
沖縄県の出身である。沖縄一中を経て1931年（昭和6年）11月、海軍兵学校（59期）を123名中32番の席次で卒業。運動神経に恵まれ、柔道は三段である。当山は潜水艦専攻士官となり、潜水学校甲種を卒業して潜水艦長を歴任する。「伊169」、「伊38」潜水艦長として歴戦し、「伊48」艤装員長となる。同艦は竣工後に第六艦隊に編入となり、1945年（昭和20年）1月8日、回天特別攻撃隊金剛隊として4隻の「回天」を載せ出撃した。この作戦行動はウルシー泊地に在泊する米国艦隊を攻撃目標とするものであったが、当山は作戦計画に反対であった。同泊地に対しては、前年の11月に回天菊水隊による攻撃が行われ戦果を挙げたが、1945年（昭和20年）1月11日に攻撃を行い、さらに1月21日に攻撃を行うというもので、当山には21日の攻撃が命じられた。同じ攻撃を三度繰り返す危険を訴えたが受け入れられず、当山は出撃し、同泊地に向かった。しかし、西太平洋における米国艦隊の重要拠点の警戒は厳重であり、「伊48」は離脱することができず撃沈され、当山は戦死した。

## 関連書籍
- 恵隆之介著『天皇の艦長　沖縄出身提督漢那憲和の生涯』光文堂　1985年

## リンク
- 回天特攻隊
- 周南市回天記念館
- 回天特別攻撃隊